# الکترا ۱۳۰

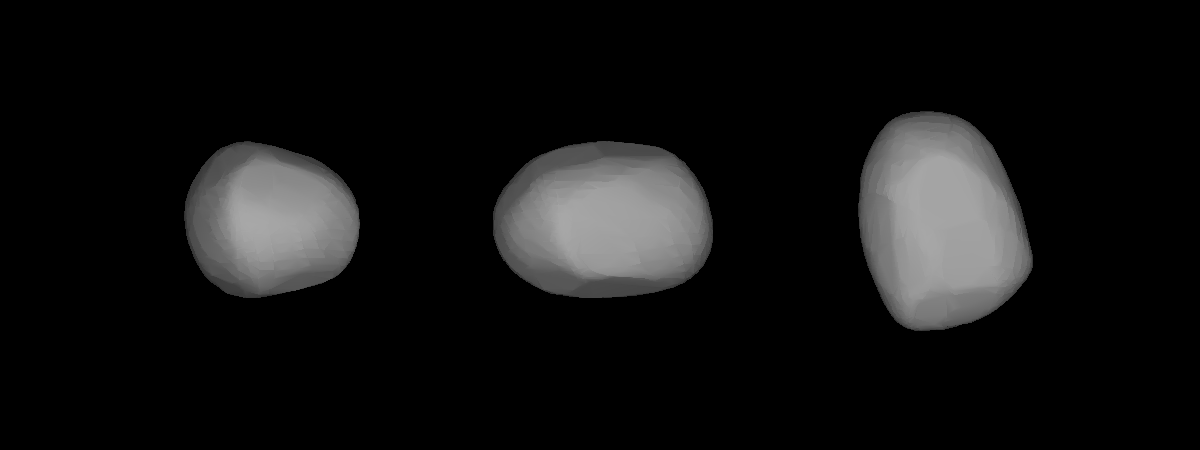
مدل سه‌بُعدی سیارک الکترا ۱۳۰ بر اساس منحنی نور آن

سیارک ۱۳۰ (به انگلیسی: 130 Elektra) صد و سیمین سیارک کشف شده‌است که در ۱۷ فوریه ۱۸۷۳ کشف شد.
قدر مطلق سیارک برابر ۷٫۱۲ است.